# Chiesa di San Michele Arcangelo (Martinengo)
La chiesa di San Michele Arcangelo è un edificio di culto di Martinengo, in provincia e diocesi di Bergamo; fa parte del vicariato di Ghisalba-Romano ed è sussidiaria della chiesa parrocchiale di Sant'Agata.

## Storia
La chiesa è di origine longobarda: infatti, i santi guerrieri Michele Arcangelo e san Giorgio sono santi d'origine longobarda come sant'Alessandro di Bergamo a conferma che la chiesa è tra le più antiche del territorio di Martinengo. L'edificio è citato in un documento del 1224 conservato nell'archivio Capitolare e descritto come piccolo oratorio.
Fu riedificato nel 1427 su autorizzazione del comune di Martinengo. La chiesa fu visitata dal vescovo di Bergamo Vittore Soranzo nel 1555 e nel 1575 dall'arcivescovo di Milano Carlo Borromeo, nel corso della sua visita diocesana il quale relazionò: “vi era un piccolo altare e che era ingombro di materiale vario di riporto, si ripulisse quindi e si provvedesse per un altare più idoneo”.
Sicuramente il piccolo oratorio si trovava in degrado quando nel 1667 non fu ritenuto adatto alle celebrazioni, forse per questo oggetto di ricostruzione, come indicato nel triennio 1696-1699, quando ne furono ricostruite molte parti lasciando integra l'antica sagrestia e la parte absidale. La visita pastorale del vescovo Luigi Ruzzini descrive l'interno con volta a botte e l'immagine dell'Arcangelo Michele titolare della chiesa.
La chiesa fu nuovamente citata nella relazione del vescovo Antonio Redetti del 1736 come oratorio campestre intitolato al santo guerriero, e nel 1861 inserita tra le chiese suffraganee della parrocchiale di Sant'Agata.

## Descrizione

### Esterno
La chiesa si trova in prossimità del cimitero. Ha una facciata semplice terminante con il tetto a due spioventi molto aggettanti sia per riparare la facciata che i fedeli dalle intemperie. 
L'ingresso principale è posto centralmente con contorno in pietra arenaria completo di gocciolatoio. Laterali due finestre sempre con contorno in arenaria atte a illuminare l'aula. L'antica finestra posta centralmente nella parte superiore, poi chiusa, ospita l'affresco raffigurante il santo titolare.

### Interno
L'aula a unica navata si presenta con la copertura a botte. Lesene intonacate dividono l'aula in due campate. Una finestra per lato poste nella zona presbiteriale illuminano la parte. La zona presbiteriale, rialzata da un gradino in pietra, è molto piccola, ospita solo l'altare maggiore posto contro la parete di fondo liscia, e completo nella parte superiore dall'ancona lignea con la tela seicentesca raffigurante san Michele Arcangelo, d'ambito milanese e di ignoto. Il dipinto porta la scritta: SUM ABSI […]/ V. DET ALT […]/ PORTIO ECCLESIAE PAROCHIAL [SUM ABSI […]/ V. DET ALT […]/ PORTIO ECCLESIAE PAROCHIAL […]/ AGATHAE MARTINENGI RECTOR TITUL/ ET AD PERPETUUM GRATI ANIMI MONU […]/ B M. V. AC SANCTO MICHAELI ARC/ DONAT, DICAT, SACRAT ANN. SAL. 16 […]